# Parekklesion

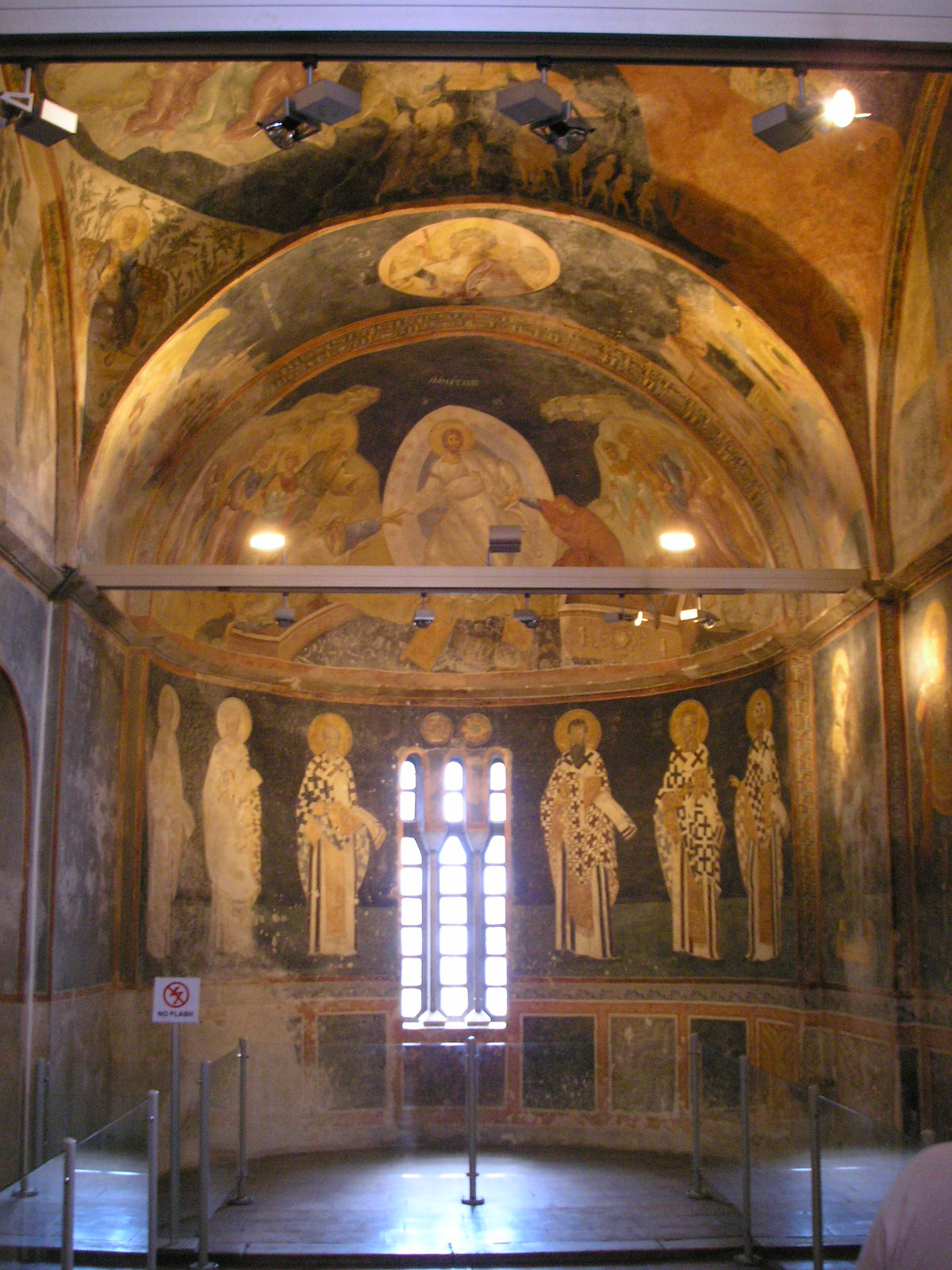
La parekklesion della chiesa di San Salvatore in Chora ad Istanbul

Parekklesion o paracclesion (in greco παρεκκλήσιον? 'cappella') è un tipo di cappella laterale che si trova nell'architettura bizantina.
Esempi di parekklesion:
- Chiesa di San Salvatore in Chora
- Chiesa della Theotokos Pammacaristos